# CowParade
CowParade je mezinárodní kulturní projekt, který používá trojrozměrné sochy krav v životní velikosti jako plátna pro umělce.

## Historie
V prosinci 1996 požádal švýcarský umělec Walther Knapp svého syna Pascala, aby vytvořil sochu krávy v životní velikosti. Ta měla sloužit umělcům jako trojrozměrné plátno pro Výstavu umění v Curychu, sponzorovanou Svazem obchodníků v Curychu. První socha krávy vznikla po pěti týdnech a mnoha úpravách; zalíbila se natolik, že Svaz zaplatil výrobu formy na laminátové odlitky této původní Pascalovy krávy. O rok později Pascal Knapp vymodeloval ke stojící krávě další dvě - ležící a pasoucí se.
V roce 1999 zaregistroval Jerome Elbaum ze státu Connecticut se svým zetěm společnost pod názvem „CowParade“ se stylizovaným logem tří krav v modré, žluté a červené. První „CowParade New York 2000“ měla téměř 500 malovaných soch umístěných na chodnících, v parcích i kancelářích ve všech pěti městských čtvrtích New Yorku, trvala čtyři měsíce a byla vyhlášena jako největší veřejná výstava umění v historii města. Přilákala přes 40 milionů diváků a následná aukce krav přinesla zisk pro charitativní účely.
Od roku 1999 uspořádalo CowParade kolem 100 veřejných uměleckých výstav ve 34 zemích, na kterých bylo vystaveno přes 6 000 těchto pláten namalovaných více než 10 000 umělci. Mezi zúčastněná města patří například Londýn, Manchester, Paříž, Marseille, Brusel, Edinburgh, Stockholm, Kodaň, Monako, Dublin, Atény, Praha, Ženeva, Moskva, Varšava, Řím , Milán, Florencie, Budapešť, Niseko, Bukurešť, Ventspils, Madrid, Lisabon, Kapské Město, Johannesburg, Atlanta, Denver, Houston, Boston, Mexico City, San Jose, Lima, Buenos Aires, São Paulo, Rio de Janeiro, Sydney, Auckland, Taipei, Tokio, Hong Kong, Xiamen nebo Šanghaj.

## CowParade Praha 2004
Výstava v Praze se uskutečnila od června do září 2004 pod záštitou hlavního města, kdy celkem 217 exponátů bylo rozmístěno v ulicích, náměstích a parcích v centru Prahy. Závěrečná aukce v říjnu 2004 přinesla finanční prostředky pro dětské charitativní projekty.

## Popis
Plastika krávy váží přibližně 65 kilogramů a při umístění je připevněna k betonovému podstavci vážícímu přes 250 kilogramů. Vyrobena je ze směsi ohnivzdorné laminující pryskyřice třídy II a sekaných pramenů skleněných vláken. Tato vlákna jsou nanesena na základní vrstvu polyesterového gelu, na kterou se poté ručně přidává několik vrstev hrubé tkaniny ze sekaného pramenného skleněného vlákna, namočeného laminační pryskyřicí až do stavu plné saturace. Socha je dodávána se základním nátěrem provedeným výrobcem. Výtvarník smí základní polohu plastiky pozměnit, pokud zůstane konstrukčně nedotčena.
- Stojící kráva – délka 220 cm, šířka 60 cm, výška 140 cm
- Pasoucí se kráva – délka 200 cm, šířka 60 cm, výška 120 cm
- Ležící kráva – délka 200 cm, šířka 90 cm, výška 100 cm

## Galerie

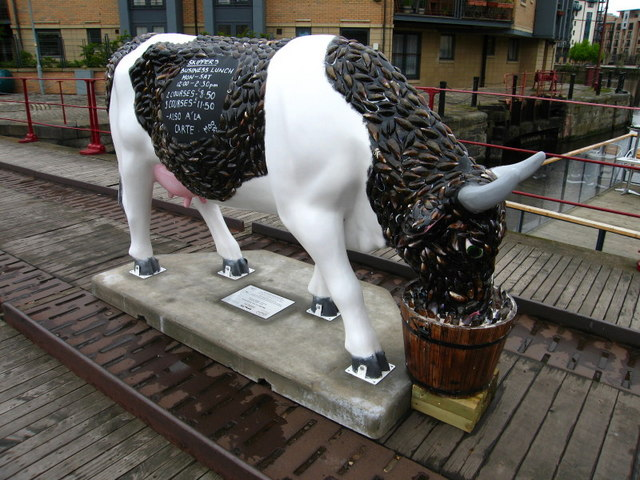
Edinburgh 2006
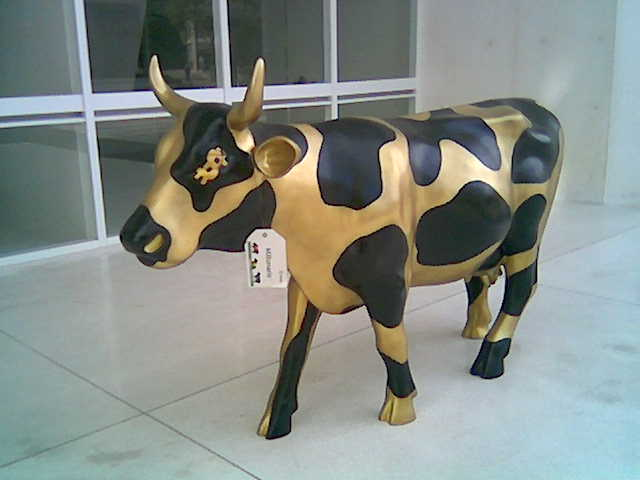
Mexiko 2006
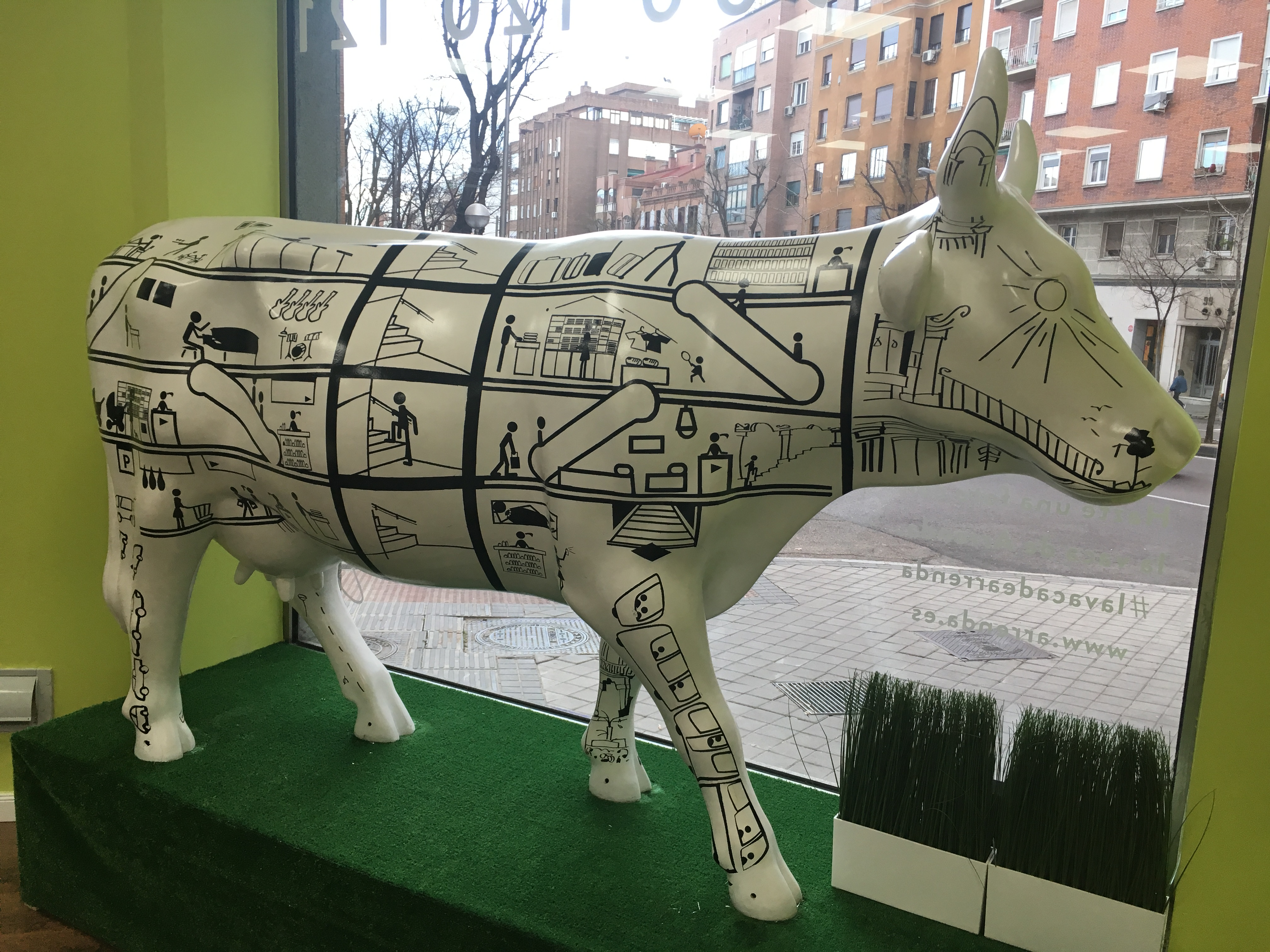
Madrid 2009
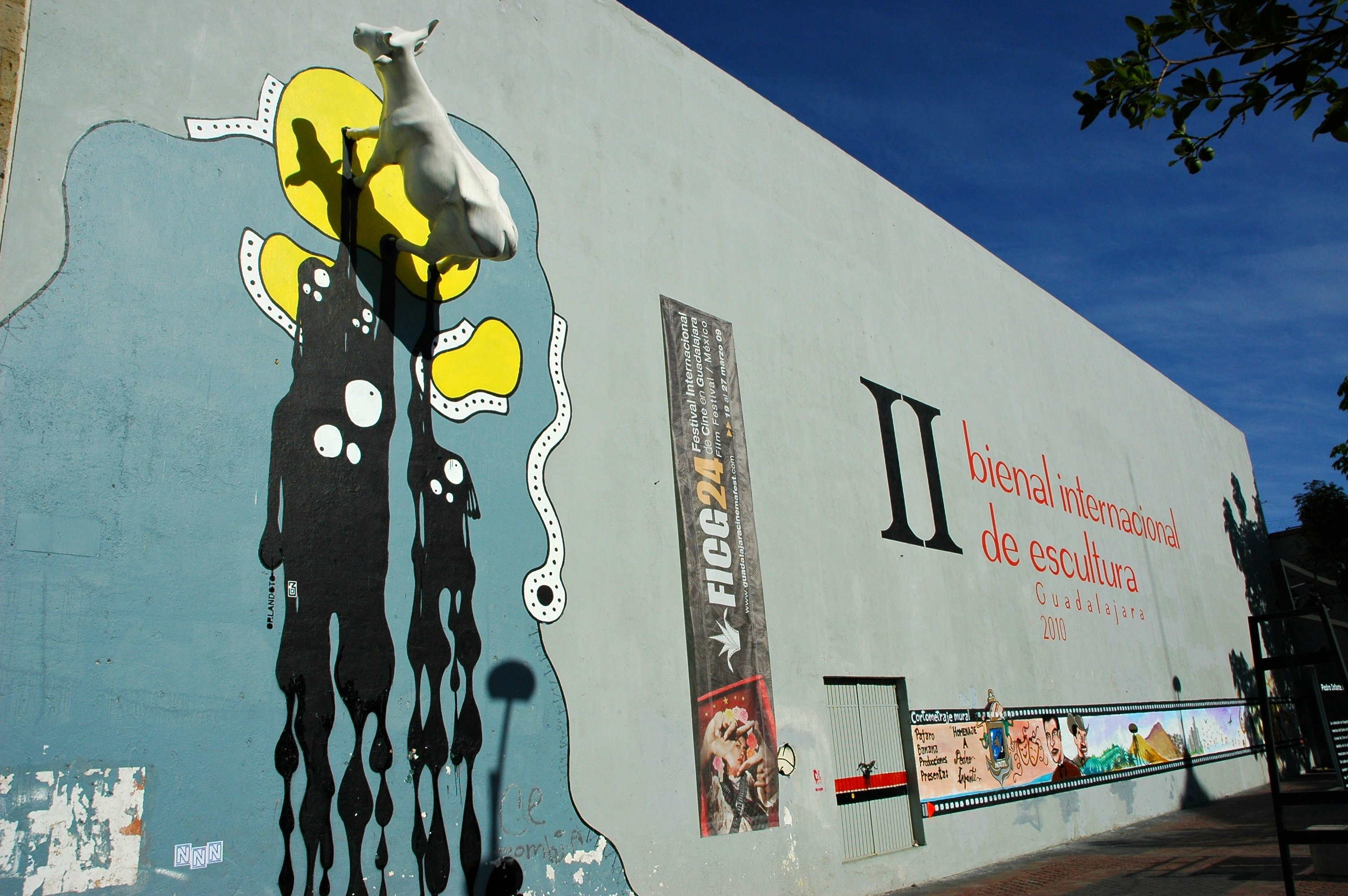
Guadalajara 2009
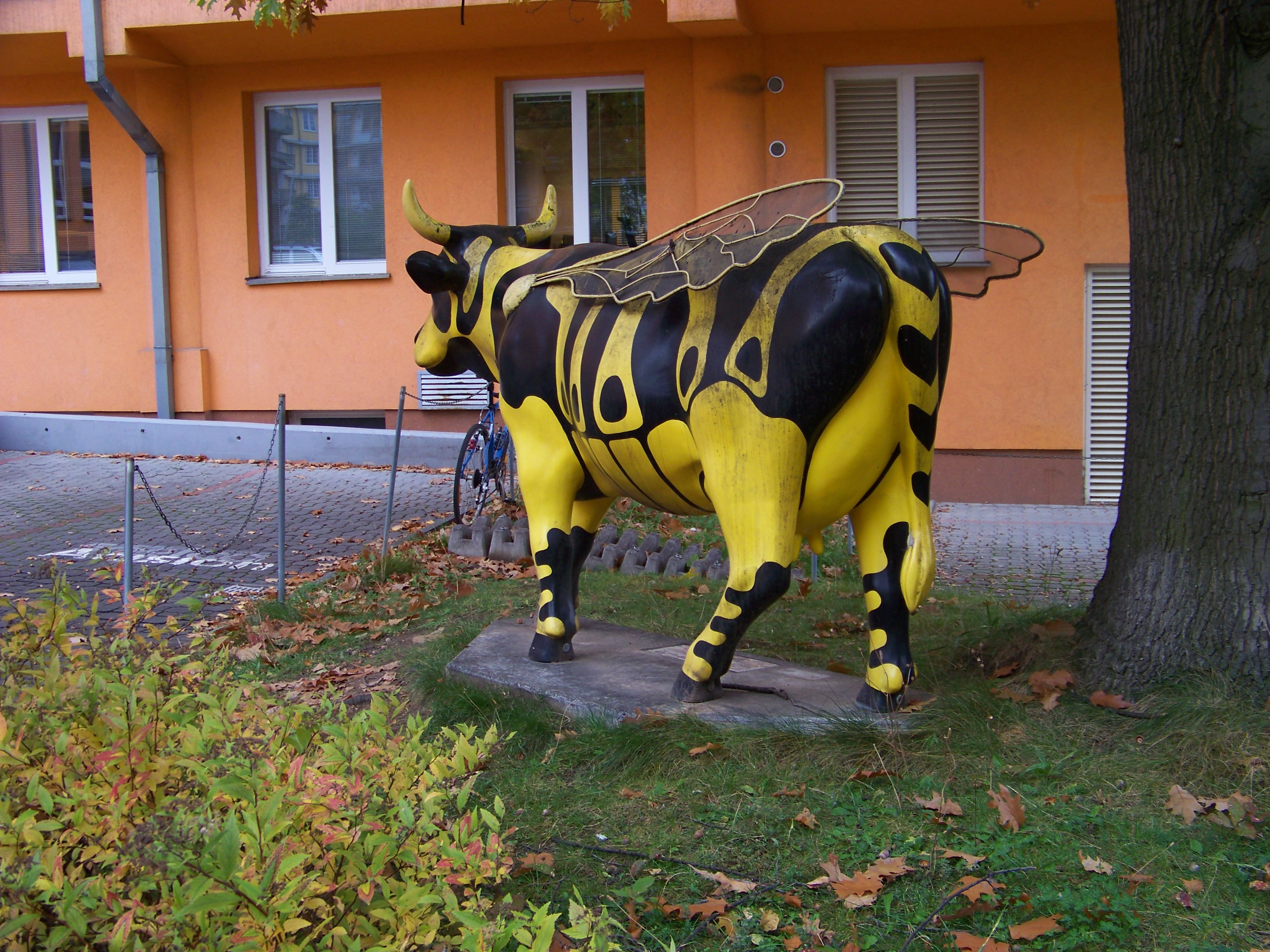
Praha 2004